# Метевбаш

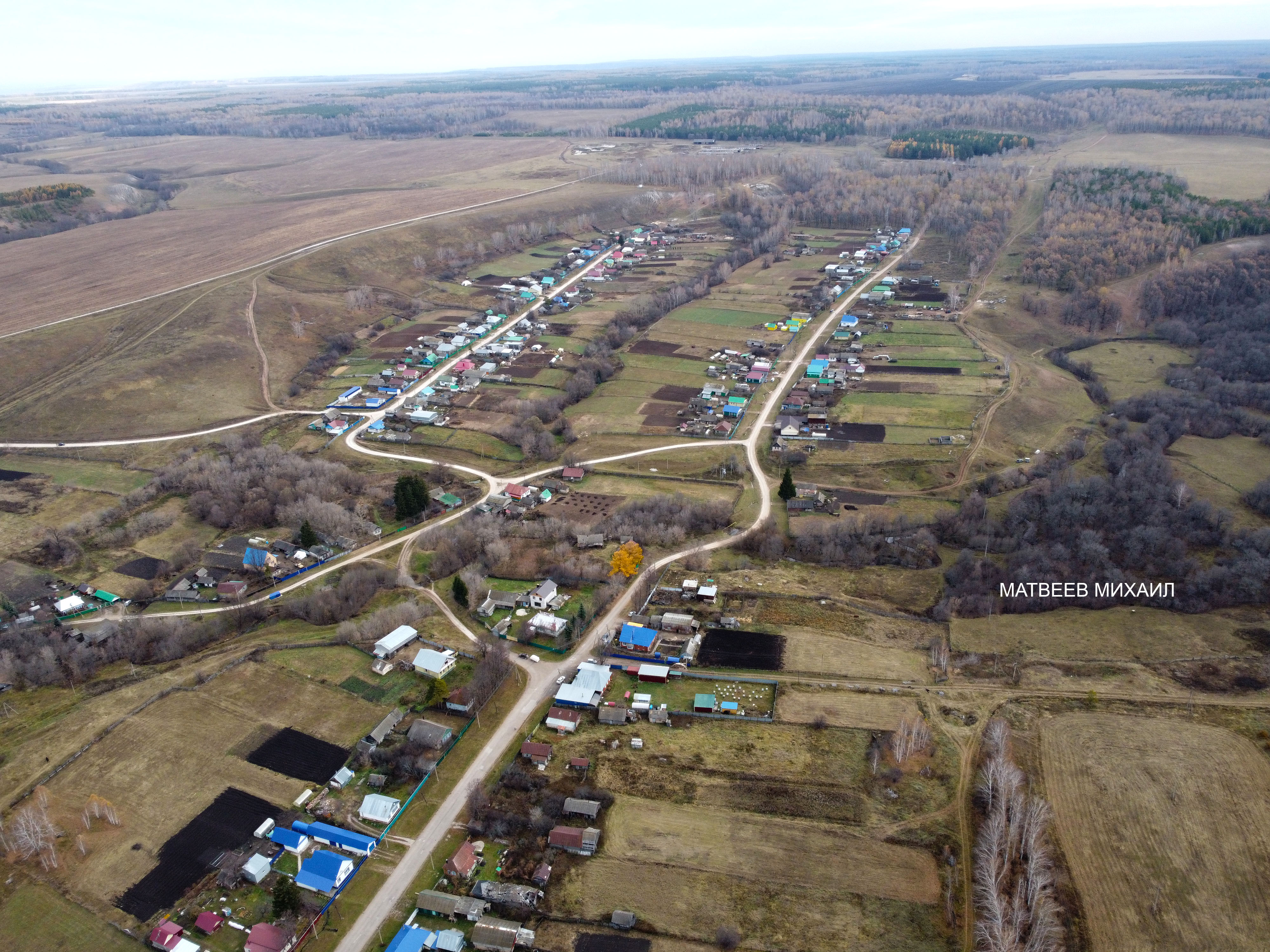
Метевбаш. Правая часть.

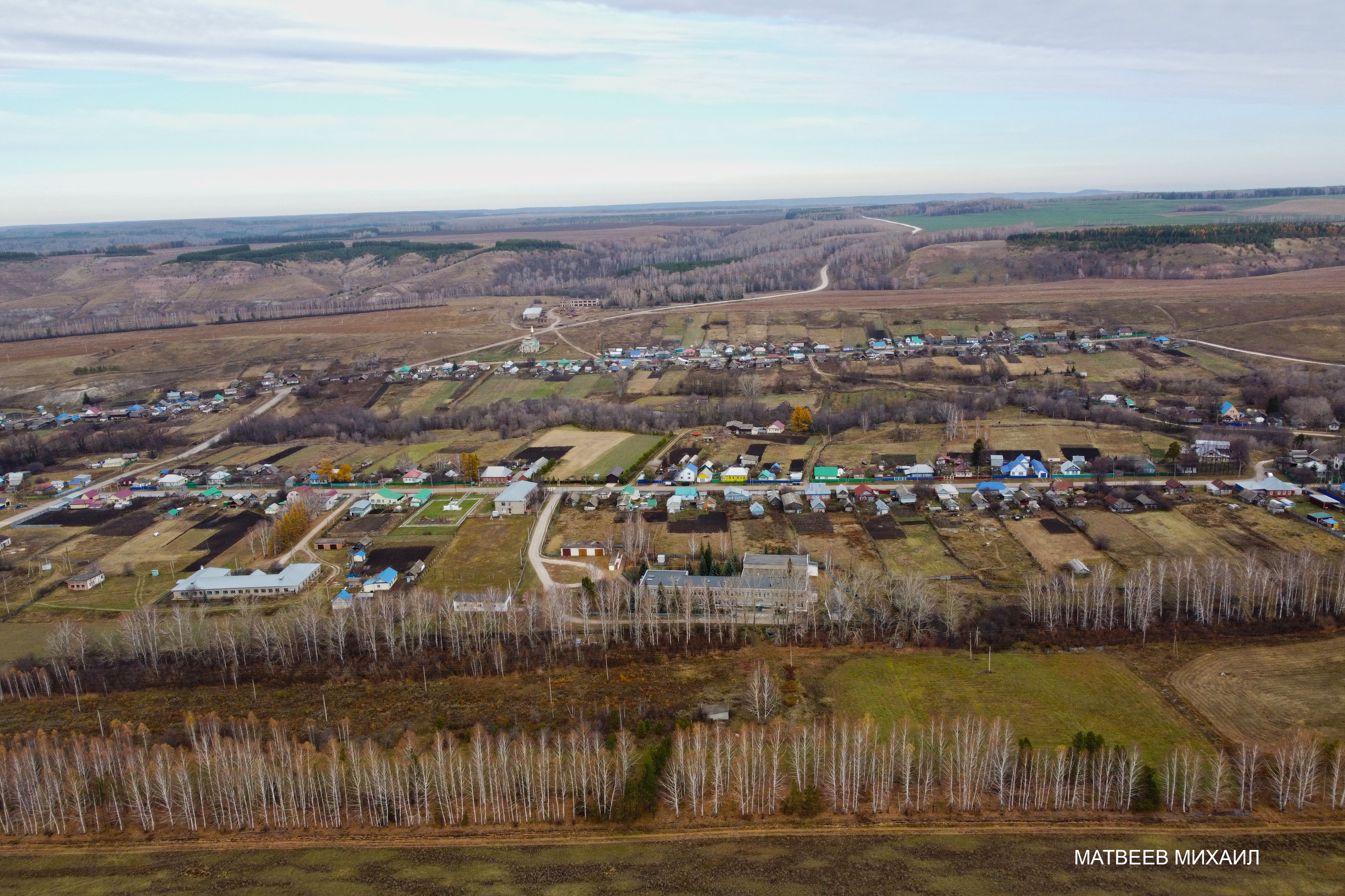
Метевбаш. Снято Матвеевым Михаилом.

Метевбаш (баш. Мәтәүбаш) — село в Белебеевском районе Башкортостана, центр Метевбашевского сельсовета.

## Население
| 2002 | 2009 | 2010 |
| ---- | ---- | ---- |
| 687  | ↗788 | ↗789 |

Преобладающая национальность — татары (54 %).

## Общественная жизнь
13 сентября 2014 года прошел съезд пчеловодов «Пчелотуй-2014».
Также в 2015—2019 годах здесь проводится праздник Сабантуй, единственный среди сёл Белебеевского района. 

## Географическое положение
Расстояние до:

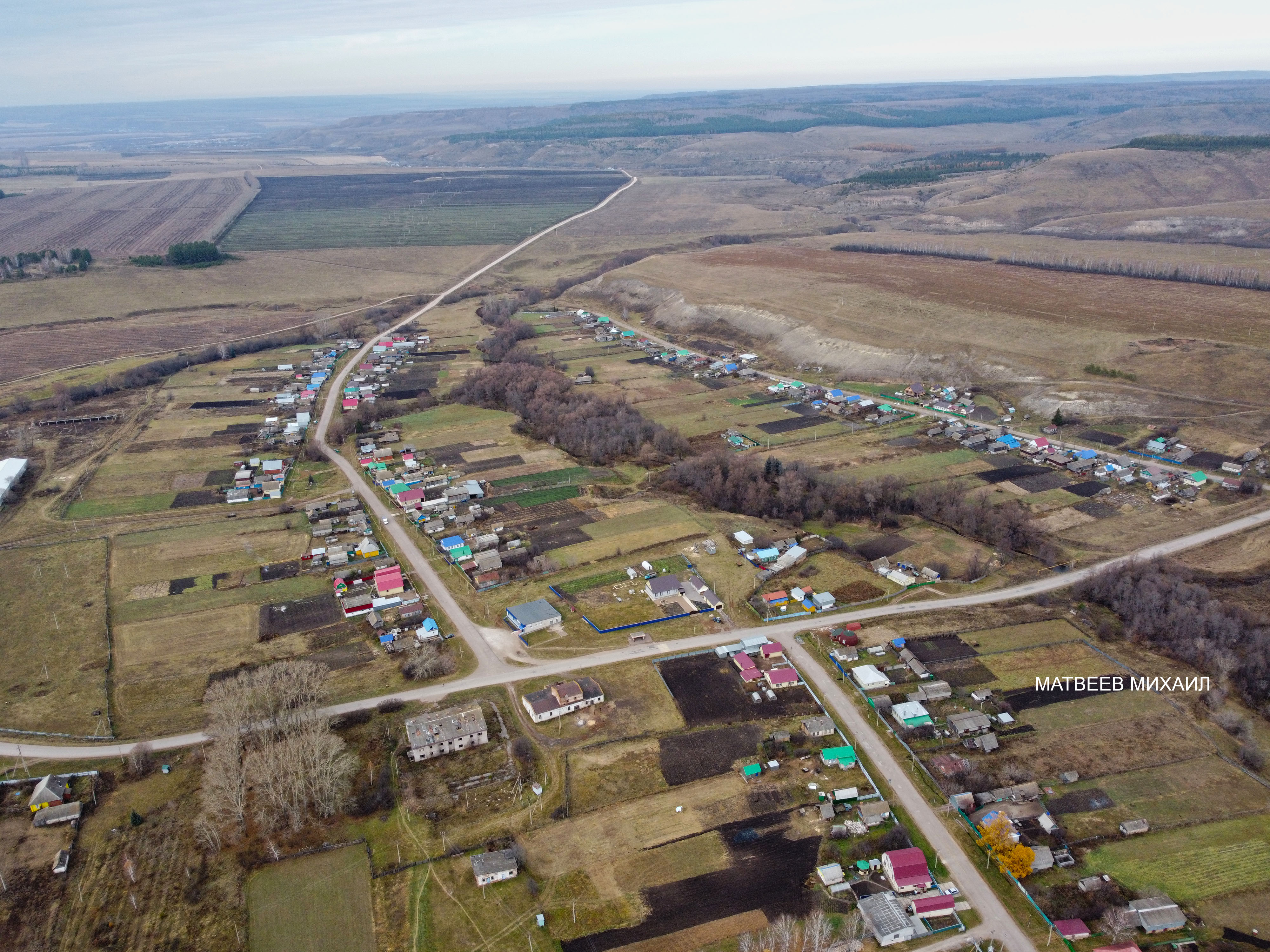
Метевбаш. Левая часть.

- районного центра (Белебей): 22 км,
- ближайшей ж/д станции (Аксаково): 38 км.

## Религия
В селе есть мечеть.

## Известные уроженцы
- Валишин, Аглиулла Хисматович (17 апреля 1923 года — 5 мая 1966 года) — наводчик ручного пулемета моторизированного батальона автоматчиков (61-я гвардейская бригада, 10-й гвардейский танковый Уральский добровольческий корпус, 1-я гвардейская танковая армия), гвардии рядовой, полный кавалер ордена Славы.
- Вафин, Мунир Махмутович (16 января 1961 года) — поэт, член Союза писателей РБ.
- Вафин Габдулла Махмутович (10 ноября 1967 года) — прозаик, член Союза писателей РБ.